# Philip Longworth
Philip Longworth  (geboren 17. Februar 1933 in London) ist ein britischer Historiker.

## Leben
Philip Longworth wurde in London, England, geboren. Seine Ausbildung erwarb er bei der Armee und am Balliol College in Oxford (B.A., 1956, M.A., 1960). Er arbeitete am Central Asian Research Centre, London, der Commonwealth War Graves Commission, der University of Birmingham (als Dozent für russische Geschichte) und der University of London. Von 1984 bis 2003 lehrte er als Professor of History an der McGill University in Montreal, Kanada.
Er hat eine Reihe von Büchern veröffentlicht, insbesondere ist er als Verfasser eines verbreiteten Standardwerkes über die Kosaken (The Cossacks, zuerst 1969) bekannt. Für sein Buch The Art of Victory (1965) über den russischen Generalissimus Suworow war er zum Knight of Mark Twain  geschlagen worden. Einige seiner Bücher erlebten mehrere Auflagen und wurden auch ins Deutsche übersetzt. Das Werk Ein Held unserer Zeit von Michail Lermontow übersetzte er ins Englische. Zu dem Bildband Russland und die Sowjetunion. Ein Jahrhundert in Fotografien der Nachrichtenagentur TASS von Peter Radetsky schrieb er das Vorwort.

## Publikationen
- The Art of Victory. The life and achievements of Generalissimo Suvarov. London: Constable, 1965 ISBN 978-0-09-451170-5
- (Hrsg.) Confrontations with Judaism: a Symposium. Edited by Philip Longworth. London, Blond, 1967
- The Unending Vigil: The History of the Commonwealth War Graves Commission. Barnsley: Pen & Sword, [orig. 1967] 2010
- The Cossacks (London, 1969)
  - Die Kosaken. Legende und Geschichte. Mit einer Einführung von Hellmut Diwald. (Menschen und Mächte – Geschichte im Blickpunkt). König Verlag, München 1973, ISBN 3-8082-0056-1
- The three empresses: Catherine I, Anne and Elizabeth of Russia. Constable, London 1972
- The rise and fall of Venice
  - Aufstieg und Fall der Republik Venedig. Brockhaus, Wiesbaden 1976
- Alexis, Tsar of all the Russias. Franklin Watts, 1984. ISBN 978-0-531-09770-0
- The Making of Eastern Europe. Macmillan, London, 1994
- Russia's Empires: Their Rise and Fall from Prehistory to Putin. John Murray Publishers, ISBN 0-7195-6204-X